# Cleebronn
Cleebronn è un comune tedesco di 2 751 abitanti, situato nel land del Baden-Württemberg.